# Police Simulator: Patrol Officers
Police Simulator: Patrol Officers ist ein Simulationsspiel, das von Aesir Interactive entwickelt und von Astragon Entertainment im Early Access am 17. Juni 2021 auf Steam veröffentlicht wurde. Die Vollversion erschien am 10. November 2022 für Microsoft Windows, PlayStation 4, PlayStation 5, Xbox One und Xbox Series.
Am 17. Juni 2024 erschien der DLC Highway Patrol Expansion, welcher die Spielwelt um mehrere Autobahnen und dazu passende Spielelemente erweiterte.

## Spielprinzip
Police Simulator: Patrol Officers spielt in der fiktionalen Stadt Brighton, die auf der US-amerikanischen Großstadt Boston basiert und den Spieler in die Rolle eines Streifenpolizisten versetzt. Der Spieler wählt jeweils zu Beginn des Spiels eine Schicht, zur Auswahl stehen üblicherweise mehrere Abschnitte eines Stadtbezirks zu unterschiedlichen Tageszeiten. Jede Schicht wird jedoch prozedural und ohne Skriptsequenzen generiert. Während einer Schicht können verschiedene Ereignisse auftauchen, darunter Drogenverkäufe, Diebstähle, Autounfälle, Umweltverschmutzungen oder körperliche Angriffe. Teilweise werden diese als Einsätze von einer Leitstelle per Funkt vermittelt, können aber auch zufällig in der Nähe des Spielers auftreten, der die Situation erkennen und darauf reagieren kann.
Indem der Spieler Aufgaben korrekt erfüllt, sammelt er sogenannte „Shift Points“, die nach Abschluss einer Schicht wiederum in Erfahrungspunkte umgewandelt werden. Die Anzahl an Erfahrungspunkten wird von den sogenannten „Conduct Points“ beeinflusst, die bei einem Wert von 100 starten und sinken, sollte der Spieler sich nicht regelkonform verhalten. Durch den Erwerb von Erfahrungspunkten kann der Spieler aufsteigen und „Duty Stars“ einsammeln, mit denen neue Ereignisse und Hilfsmittel freigeschaltet werden.
Der Spieler kann auf eine Vielzahl an Hilfsmitteln zurückgreifen. Dazu gehören Handschellen, eine Radarpistole, Taschenlampen, eine Kamera, Straßenfackeln, Elektroschocker, eine Handwaffe und weitere. Zusätzlich kann der Spieler auf drei Fahrzeuge zugreifen, die eine schnellere Fortbewegung durch die Stadt ermöglichen – vier weitere Fahrzeuge mit einzigartigen Funktionen sind als kostenpflichtige DLCs erhältlich.

### ErweiterungHighway Patrol Expansion
Der DLC ergänzt das Spiel um Autobahnen im klassisch-amerikanischen Highway-Stil, die die bisher verfügbare Map ergänzen. Je nach gewählter Schicht ist entweder der Aktionsradius auf die Autobahn begrenzt oder zusätzlich auch die Stadt befahr- und begehbar. Aus der Stadt bekannte Ereignisse können auch auf dem Highway auftreten, z. B. Unfälle, unsicheres Fahrverhalten. Außerdem gibt es neue Ereignisse, die auf die Highway-Abschnitte beschränkt sind, z. B. Verfolgungsjagden, Wiegestationen zur Kontrolle von LKWs und Autopannen.

## Entwicklung
Police Simulator: Patrol Officers wurde vom deutschen Entwicklerstudio Aesir Interactive entwickelt und von astragon Entertainment veröffentlicht. Eine öffentliche Förderung erfolgt durch den FilmFernsehFonds Bayern. Das Spiel wurde am 10. Februar 2021 angekündigt. Das Spiel erschien am 17. Juni 2021 im Early Access auf Steam.
Regelmäßige Updates werden im Rahmen des Early Access veröffentlicht, darunter ein kooperativer Multiplayer-Modus für bis zu zwei Spieler. Eine öffentliche Roadmap steht auf Trello zur Verfügung, auf der aktuelle und zukünftige Pläne abgebildet werden.
Am 2. August 2022 wurde angekündigt, dass der Titel am 10. November 2022 auch für PlayStation 4, PlayStation 5, Xbox One und Xbox Series X/S erscheinen soll. Er verließ außerdem zum selben Zeitpunkt den Steam-Early-Access auf PC und wurde somit als Vollversion veröffentlicht.

## Rezeption
GameStar schrieb im initialen Bericht, dass das Spiel „bereits in der frühen Early-Access-Phase sehr viel Potenzial“ habe. Allerdings wird die Qualität der Animationen, die KI sowie ein mangelnder Wiederspielwert bemängelt. Dennoch bezeichnet GameStar den Titel als „die bisher beste Polizei-Simulation“.